# Тиламук (окръг, Орегон)
Окръг Тиламук (на английски: Tillamook County) е окръг в щата Орегон, Съединени американски щати. Площта му е 2934 km², а населението - 24262 души (2000). Административен център е град Тиламук.

## Градове
- Бей Сити
- Гарибалди
- Манзанита
- Нихейлъм
- Рокауей Бийч
- Уийлър